# Borboleta (natação)
O estilo borboleta (também conhecido como golfinho ou mariposa) é um estilo de natação relativamente novo. Seu nascimento ocorreu em função das incertezas do regulamento do nado peito. Isso porque, até a década de 1950, o deslocamento dos braços para frente não estava previsto nas regras da Federação Internacional de Natação, gerando semelhança entre os dois estilos. A invenção do estilo borboleta moderno, de maneira completa (com braços e pernas nadando como hoje), é creditada ao nadador japonês Jiro Nagasawa.
O Hall da Fama Internacional de Natação diz que o inventor do movimento com os braços do nado borboleta foi o australiano Sydney Cavill, enquanto outros dizem que foi alemão Erich Rademacher, e outros ainda falam no estadunidense Henry Myers. Já o movimento das pernas, que se parece com o de um golfinho, foi pensado por um físico chamado Volney Wilson, que estudava no aquário de Chicago. Segundo o mesmo Hall da Fama, o primeiro a unir braços e pernas para criar o estilo borboleta foi o japonês Jiro Nagasawa.

## Estilo
Historicamente o nado atual nasceu do nado clássico (peito), evoluiu para o nado borboleta (com perna de peito e braço apresentando o movimento simultâneo com recuperação aérea) e, então, para o nado golfinho, com ondulação do corpo e movimentos simultâneos verticais das pernas. Em competição, as provas, no Brasil, são chamadas de borboleta, podendo também ser chamado de nado golfinho. O nado borboleta assemelha-se ao crawl. As pernas e os braços movem-se de modo parecido, com a diferença de que as pernas e os braços se mexem ao mesmo tempo.
Nesse estilo, também não há uma compensação de ombros, isto é, o nadador não realiza o movimento rotatório dos ombros e dos quadris, quando ocorrer a passagem da água. Por isso, ele exige do nadador mais força para enfrentar a resistência da água e é também bastante cansativo.

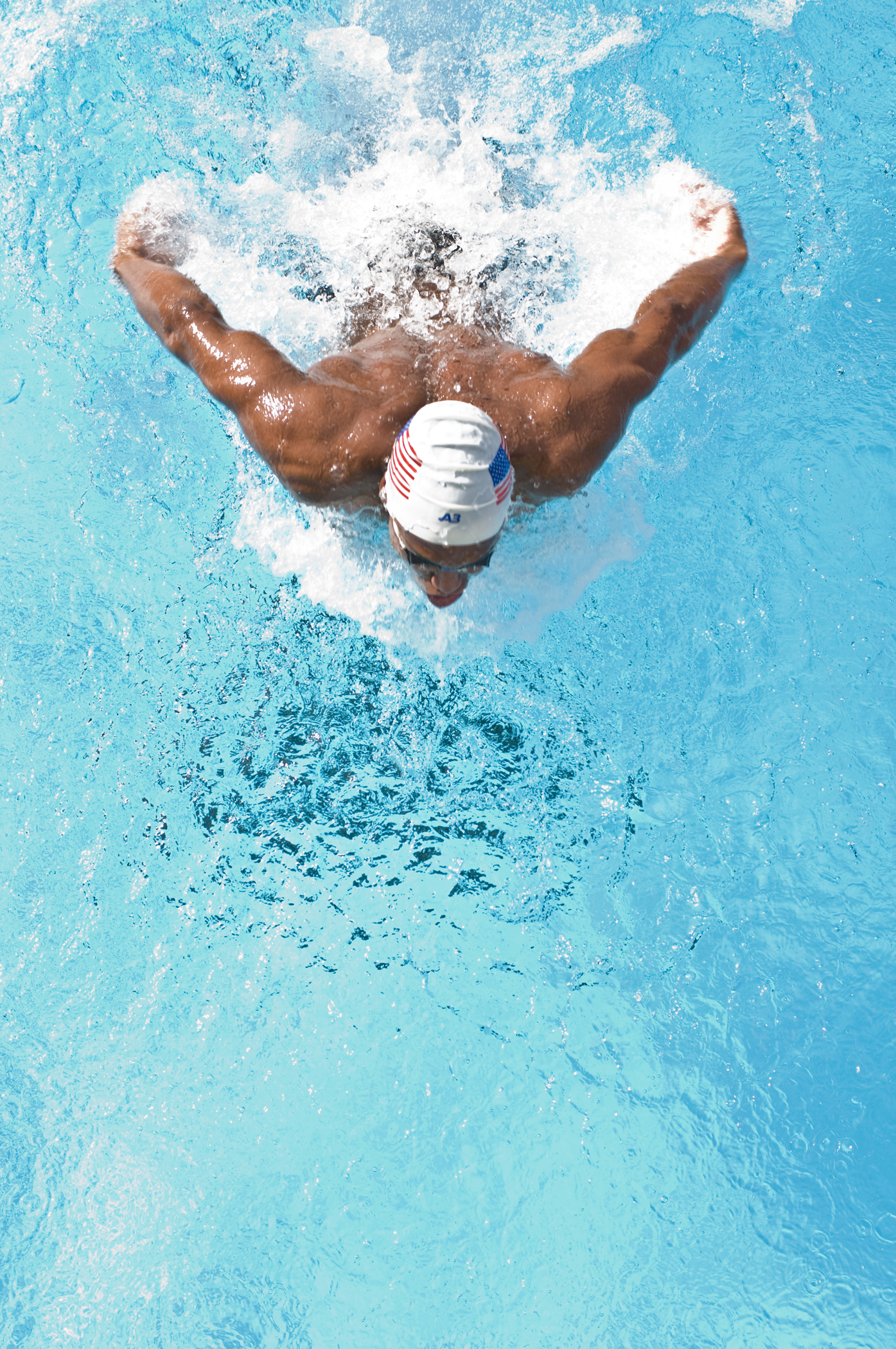
O estilo borboleta ou golfinho

## Respiração
No nado borboleta, o nadador eleva o queixo para frente no começo da braçada para respirar. Quando os braços estiverem na sua máxima extensão, a meio do movimento aéreo, os ombros e a cabeça são levantados da água. Nesse momento, o nadador tem uma boa oportunidade para respirar. O rosto do nadador retorna a água um pouco antes das mãos completarem a braçada. Logo que as mãos entram na água, o nadador começa a expirar lentamente.

## Saída
A saída do nado borboleta também é feita do bloco de partida. Após o mergulho, o nadador mantém os braços à frente e realiza uma forte batida de pernas.

## Virada
Na virada, o nadador tem que tocar as bordas com as duas mãos ao mesmo tempo, e no mesmo nível. Ao tocar a borda onde é localizado um sensor, o nadador não deve deixar que o corpo chegue muito perto. Depois de tocar na borda com as duas mãos, o braço do lado o qual o corpo vai virar é lançado de volta à piscina com o cotovelo flexionado. A outra mão empurra a borda para jogar a cabeça e os ombros na direção oposta, ao mesmo tempo em que os joelhos são flexionados e trazidos por baixo do corpo até que os pés toquem na borda.